# Легка атлетика на літніх Олімпійських іграх 2020 — естафетний біг 4×100 метрів (жінки)
Змагання з естафетного бігу 4×100 метрів серед жінок на літніх Олімпійських іграх 2020 у Токіо проходили 5-6 серпня на Японському національному стадіоні.

## Напередодні старту
На початок змагань основні рекордні результати були такими:
| WR | США Тіанна Бартолетта Еллісон Фелікс Б'янка Найт Кармеліта Джетер    | 40,82 | Лондон     | 10 серпня 2012 |
| OR | США Тіанна Бартолетта Еллісон Фелікс Б'янка Найт Кармеліта Джетер    | 40,82 | Лондон     | 10 серпня 2012 |
| WL | Німеччина Александра Бургхардт Ліза Маєр Татьяна Пінту Ребекка Гаазе | 42,38 | Регенсбург | 20 червня 2021 |

## Результати

### Забіги
Умови кваліфікації до наступного раунду: перші три команди з кожного забігу (Q) та двоє найшвидших за часом з тих, які посіли у забігах місця, починаючи з третього (q).
| 1  | 1 | Велика Британія   | Аша Філіп              | Імані Лансіквот         | Діна Ашер-Сміт        | Дерілл Нейта            | 41,55 | Q NR |
| 2  | 1 | США               | Джав'ян Олівер         | Тіна Деніелс            | Інгліш Гарднер        | Алея Гоббс              | 41,90 | Q SB |
| 3  | 2 | Німеччина         | Ребекка Гаасе          | Александра Бургхардт    | Татьяна Пінту         | Джина Люкенкемпер       | 42,00 | Q SB |
| 4  | 2 | Швейцарія         | Ріккарда Дітче         | Айла дель Понте         | Муджинга Камбунджі    | Саломе Кора             | 42,05 | Q NR |
| 5  | 1 | Ямайка            | Бріана Вільямс         | Наташа Моррісон         | Ремона Берчелл        | Шеріка Джексон          | 42,15 | Q SB |
| 6  | 1 | Франція           | Кароль Заї             | Орланн Омбісса-Дзанге   | Жеміма Жозеф          | Синтія Ледюк            | 42,68 | q SB |
| 7  | 1 | Нідерланди        | Надін Віссер           | Дафне Схіперс           | Маріє ван Гуненстейн  | Наомі Седні             | 42,81 | q SB |
| 8  | 2 | Китай             | Лян Сяоцзин            | Ге Маньці               | Хуан Гуйфень          | Вей Юнлі                | 42,82 | Q    |
| 9  | 1 | Італія            | Ірене Сірагуза         | Глорія Гупер            | Анна Бонджорні        | Вітторія Фонтана        | 42,84 | NR   |
| 10 | 2 | Польща            | Маріка Попович-Драпала | Клаудія Адамек          | Пауліна Палух         | Пія Скжишовська         | 43,09 | SB   |
| 11 | 2 | Бразилія          | Бруна Джессіка Фаріас  | Ана Клаудія Лемос       | Віторія Крістіна Роса | Розанжела Сантус        | 43,15 | SB   |
| 12 | 2 | Нігерія           | Тобі Амусан            | Нзубечі Грейс Нвокоча   | Пейшенс Окон Джордж   | Есе Бруме               | 43,25 |      |
| 13 | 1 | Японія            | Аояма Ханае            | Кодама Мей              | Сайто Амі             | Цурута Ремі             | 43,44 | SB   |
| 14 | 2 | Данія             | Матільде Крамер        | Астрід Гленнер-Франдсен | Емма Бейтер Бомме     | Іда Карстофт            | 43,51 | NR   |
| 15 | 2 | Тринідад і Тобаго | Халіфа Сент Форт       | Мішель-Лі Ає            | Кай Селвон            | Келлі-Енн Баптіст       | 43,62 | SB   |
| 16 | 1 | Еквадор           | Марісоль Ландасурі     | Габріела Суарес         | Юліана Ангуло         | Анхела Габріела Теноріо | 43,69 | NR   |

### Фінал

Фінальний забіг

Фінальний забіг відбувся 6 серпня 2021.
| 1 | Ямайка          | Бріана Вільямс | Елейн Томпсон-Гера    | Шеллі-Енн Фрейзер-Прайс | Шеріка Джексон    | 41,02 | NR |
| 2 | США             | Джав'ян Олівер | Тіна Деніелс          | Дженна Прандіні         | Габрієль Томас    | 41,45 | SB |
| 3 | Велика Британія | Аша Філіп      | Імані Лансіквот       | Діна Ашер-Сміт          | Дерілл Нейта      | 41,88 |    |
| 4 | Швейцарія       | Ріккарда Дітче | Айла дель Понте       | Муджинга Камбунджі      | Саломе Кора       | 42,08 |    |
| 5 | Німеччина       | Ребекка Гаасе  | Александра Бургхардт  | Татьяна Пінту           | Джина Люкенкемпер | 42,12 |    |
| 6 | Китай           | Лян Сяоцзин    | Ге Маньці             | Хуан Гуйфень            | Вей Юнлі          | 42,71 | SB |
| 7 | Франція         | Кароль Заї     | Орланн Омбісса-Дзанге | Жеміма Жозеф            | Синтія Ледюк      | 42,89 |    |
|   | Нідерланди      | Надін Віссер   | Дафне Схіперс         | Маріє ван Гуненстейн    | Наомі Седні       | DNF   |    |